# 리오네그로주 (아르헨티나)

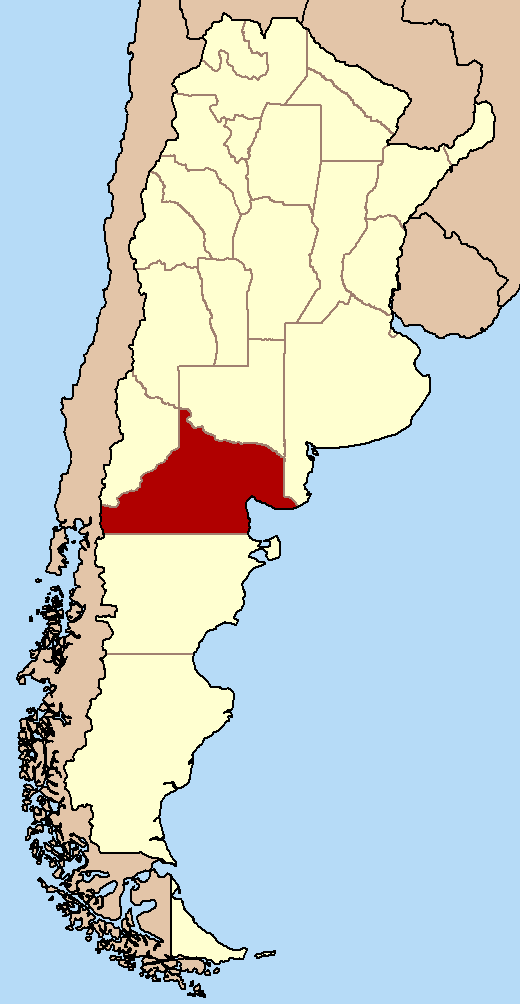
리오네그로 주

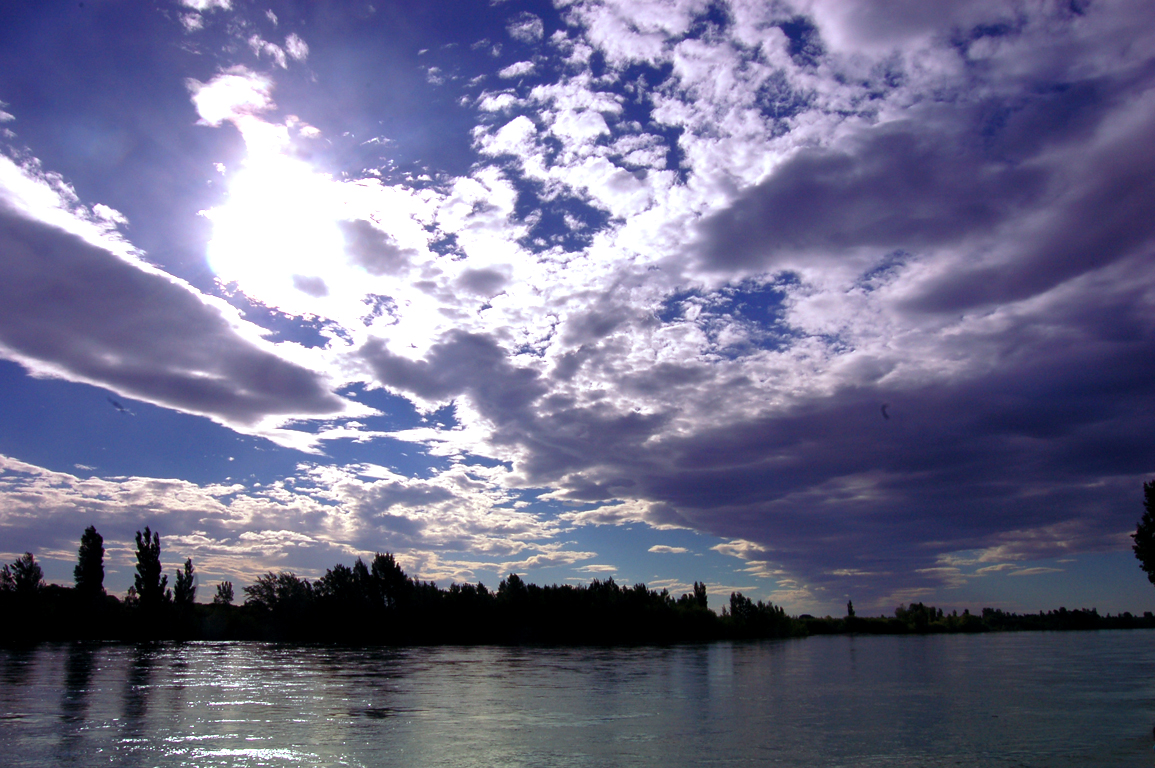
리오네그로(Rio Negro)란 "검은 강"이란 뜻으로, 이 주의 이름이 되었다.

리오네그로주(Provincia de Río Negro)는 아르헨티나 주로서, 파타고니아 북쪽에 자리잡고 있다. 인접 주로는 남쪽부터 시계 방향으로 추부트주, 네우켄주, 멘도사주, 라팜파주, 부에노스아이레스주이다. 동쪽에는 대서양 해안이 있다.

## 지리
리오네그로 주는 아르헨티나 파타고니아를 구성하는 주 가운데 하나이다. 북쪽으로는 콜로라도강, 동쪽으로는 대서양, 서쪽으로는 안데스산맥과 리메이 강과 접한다. 남위 42도는 도의 남쪽 한계를 나타낸다.

주기
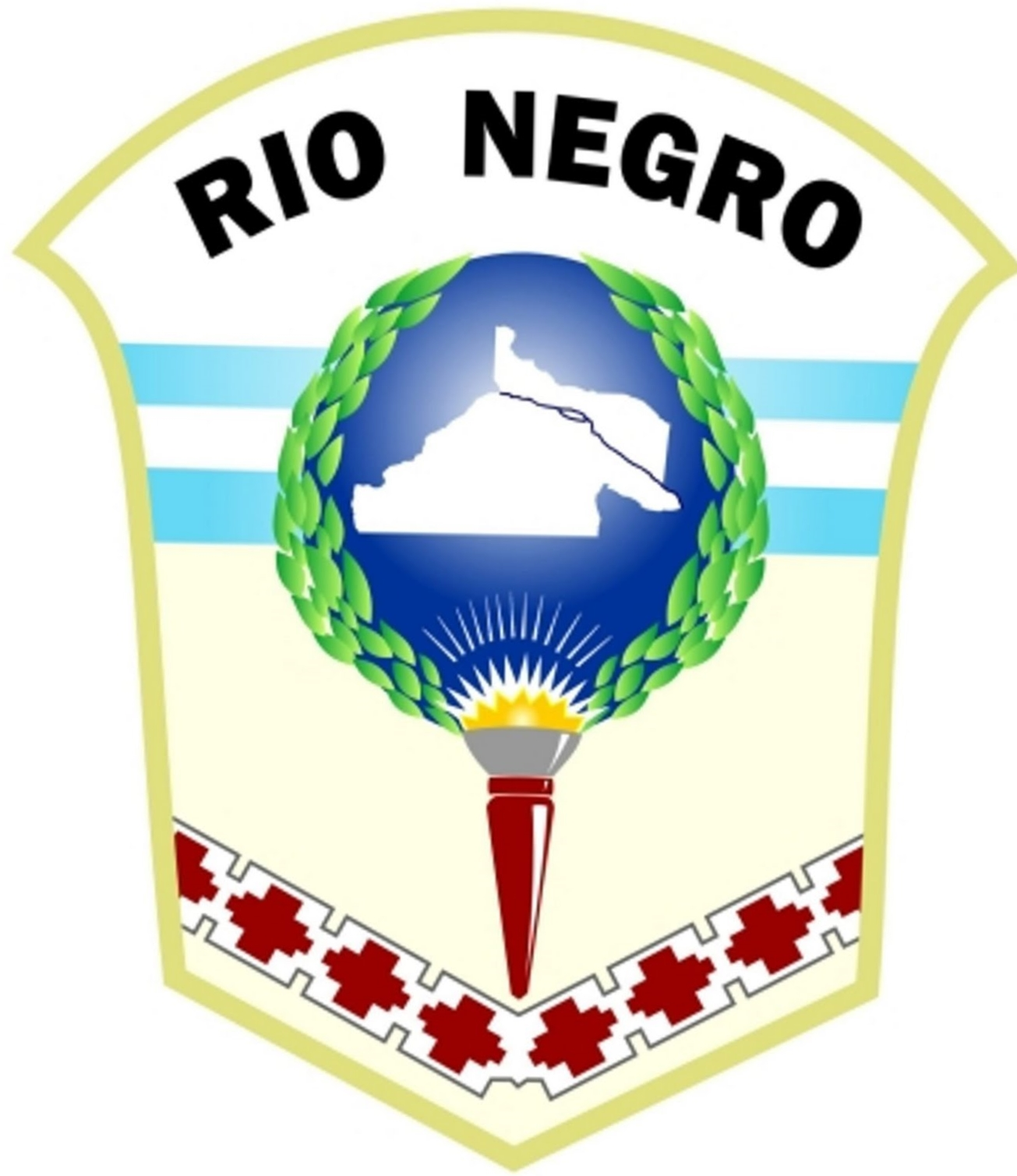
주 문장

## 행정 구역
13개 군을 관할한다.
- 비에드마 (주도)
- 초엘레 초엘
- 산 카를로스 데 바릴로체
- 코네사
- 엘꾸이
- 시에라 콜로라다
- 뇨르퀸코
- 리오 콜로라도
- 필카니유
- 산 안토니오 오에스테
- 벨 체타
- 마퀸차오

## 인구
| 연도  | 인구    | ±%      |
| ----- | ------- | ------- |
| 1895  | 9,241   | —       |
| 1914  | 42,242  | +357.1% |
| 1947  | 134,350 | +218.0% |
| 1960  | 193,292 | +43.9%  |
| 1970  | 262,622 | +35.9%  |
| 1980  | 383,354 | +46.0%  |
| 1991  | 506,772 | +32.2%  |
| 2001  | 552,822 | +9.1%   |
| 2010  | 638,645 | +15.5%  |
| 출처: |         |         |